# Богдановка (Знаменский район, Орловская область)
Богдановка — опустевшая деревня в Знаменском районе Орловской области. Входит в состав Узкинского сельского поселения.

## География
Протекает руч. Грязный
Расстояние до районного центра села Знаменское 7 км.
Расстояние до областного центра города Орел 50 км.
Уличная сеть
ул. Садовая

## Население
| 2010 |
| ---- |
| 0    |

## История
Деревня Богдановка упоминается в 1678 году среди вотчин Севского разряда Карачевского уезда Рословского стана